# Tomba 808
Die Tomba 808 (Grab 808) ist ein ausgemaltes etruskisches Kammergrab vom Beginn des vierten Jahrhunderts v. Chr., das im Jahr 1959 entdeckt wurde. Das Grab befindet sich in der Monterozzi-Nekropole bei Tarquinia.
Die Malereien im Grab sind nicht gut erhalten. Auf der Rückwand sind noch zwei Personen und eine Säule zu erkennen. Auf der linken Wand sind eine Kline und zwei sitzende Personen, offensichtlich Frauen, zu sehen. Auf der rechten Wand sieht man die Umrisse eines Mannes, der auf den Schultern einen Stab trägt, an dem wiederum unbestimmte Objekte hängen. Die Darstellung der Kline (auf der sich ein Mann befand) mit Frauen, die daneben sitzen, hat Vorbilder im ostgriechischen Raum.